# Jakob Braun (Soziologe)
Jakob Braun (* 21. September 1939; † 29. Januar 2018) war ein deutscher Soziologe.
Jakob Braun war von 1971 bis 2004 Professor für Soziologie und Sozialarbeit an der Katholischen Stiftungsfachhochschule München (KSFH). Er war von 1990 bis 2000 Direktor des Instituts für Fort- und Weiterbildung sowie Auslandsbeauftragter der Hochschule. Braun engagierte sich von 1976 bis 2007 in der Fulbright-Kommission. Er war erster Ehrenbürger der Katholischen Stiftungshochschule München.
Seine Hauptarbeitsgebiete waren die empirische Sozialforschung, die Soziologie der sozialen Ungleichheit und die Sozialarbeit in den USA. Er engagierte sich für die Sozialtherapie sowie die Aus- und Weiterbildung von Berufsbetreuern und Arbeitstherapeuten. Braun war anerkannter Ausbilder im Adelheid Stein Institut für Sozialtherapeutisches Rollenspiel (ASIS).